# Ma Ying-jeou

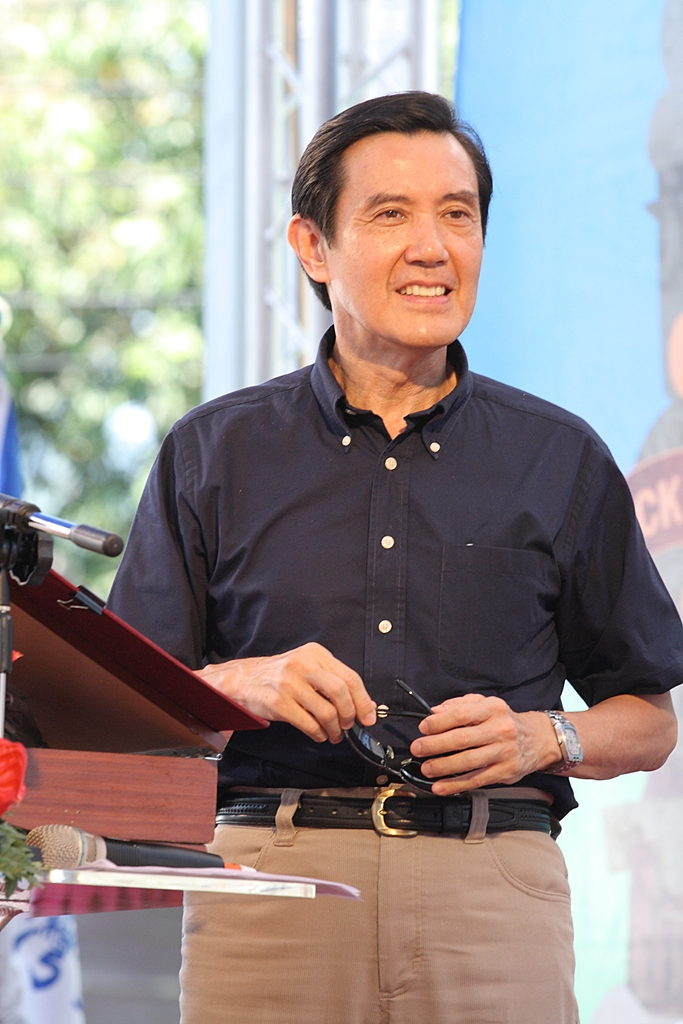
Ma Ying-jeou, 9. Juli 2011.

Ma Ying-jeou (chinesisch 馬英九 / 马英九, Pinyin Mǎ Yīngjiǔ, Hakka Mâ Yîn-kiú, Jyutping Maa5 Jing1gau2, Pe̍h-ōe-jī Má Eng-kiú; * 13. Juli 1950 in Hongkong) war vom 20. Mai 2008 bis zum 19. Mai 2016 Präsident der Republik China (Taiwan). Er gehört der Kuomintang (KMT) an, deren Parteivorsitz er von 2005 bis 2007 und von 2009 bis 2014 innehatte.

## Biografie
Ma Ying-jeou wurde in der damals noch britischen Kronkolonie Hongkong geboren. Seine Familie, Anhänger der Kuomintang, setzte sich ein Jahr nach seiner Geburt nach Taiwan ab. Als Flüchtling des Chinesischen Bürgerkriege gilt er unter den Taiwanern als Waishengren („Festlandchinese“). 1972 schloss er sein Studium der Rechtswissenschaften an der Nationaluniversität Taiwan ab und ging mit einem Stipendium der KMT in die USA, wo er an der New York University den Mastergrad und an der Harvard University den Doktorgrad im Bereich Völkerrecht erwarb. 1981 kehrte er nach Taiwan zurück.
Ma Ying-jeou ist verheiratet und hat zwei Töchter, Ma Wei-chung und Ma Yuan-chung. Er ist seit mehr als 20 Jahren begeisterter Jogger. Er spricht neben Hochchinesisch fließend Englisch. Taiwanisch, Hakka und Französisch lernte er dazu.

## Politischer Werdegang

Collane pro Merito Melitensi (2015)

1984 wurde er Sekretär (Englischdolmetscher) des Präsidenten Chiang Ching-kuo und kurz danach als Vizegeneralsekretär der KMT tätig (1984–1988), dann übernahm er verschiedene Ministerposten (u. a. Justiz und Festlandangelegenheiten) in der KMT-Regierung. Als Justizminister führte er viele Reformen durch, u. a. eine Anti-Korruptionskampagne auch in den eigenen Reihen. Seine Reformen wurden bald darauf von der KMT kritisiert, weshalb er abgesetzt wurde. Seine Popularität als „Saubermann“ wuchs.
Vom politischen Gegner wird behauptet, dass Ma bei der Erstellung von schwarzen Listen für Anhänger der Unabhängigkeit Taiwans mitgewirkt und sich für die Weiterführung des Kriegsrechts in Taiwan (bis 1987) eingesetzt habe.
1998 setzte er sich bei der Wahl zum Bürgermeister von Taipeh durch, wurde 2002 wiedergewählt und verblieb bis 2006 im Amt. Danach trat er nicht wieder zur Wahl an. Sein Nachfolger im Bürgermeisteramt, Hau Lung-Bin (郝龍斌,  Hǎo Lóngbīn), gehört ebenfalls der KMT an. Am 16. Juli 2005 wurde er als Nachfolger von Lien Chan zum Vorsitzenden der KMT gewählt, musste jedoch am 13. Februar 2007 seine eigene Ankündigung wahr machen, von diesem Amt zurückzutreten, falls er jemals wegen Korruptionsverdachts angeklagt werden würde. Kurz darauf erklärte er seine Bereitschaft, zur Präsidentschaftswahl 2008 der Republik China anzutreten.
Wegen Unregelmäßigkeiten in der Verwendung eines persönlichen Fonds des Bürgermeisters wurde Ma 2007 formell angeklagt, jedoch vom Gericht erster Instanz freigesprochen. Am 28. Dezember 2007 erfolgte schließlich auch der Freispruch des Berufungsgerichts. Rechtlich wurde seitens der Gerichte die Verwendung des Geldes tatsächlich in einer Grauzone angesehen, die keine strafrechtlichen Konsequenzen für die Angeklagten mit sich brachte. Dies brachte schließlich die Exkulpation Mas.
Auch letztinstanzlich entschied der Oberste Gerichtshof am 24. April 2008, dass Ma von diesem Tatvorwurf freigesprochen werde.

### Erste Amtszeit als Präsident
Die Präsidentschaftswahl gewann Ma Ying-jeou am 22. März 2008 mit 58 Prozent der abgegebenen Stimmen, während sein Konkurrent Hsieh Chang-ting knapp 42 Prozent der Stimmen auf sich vereinigen konnte. Am 17. Oktober 2009 übernahm Ma zudem zum zweiten Mal das Amt des Parteivorsitzenden der Kuomintang.
Ma erklärte, er wolle die Wirtschaft Taiwans stärker beleben. Auch wolle er die Beziehungen zur Volksrepublik China entspannen. Ihm schwebt ein Friedensvertrag vor, um den seit 1946 währenden Konflikt mit den chinesischen Kommunisten zu beenden. Auch sprach er sich für stärkere Wirtschaftsbeziehungen im Rahmen der WTO-Verpflichtungen aus, die sowohl die Volksrepublik China als auch die Republik China (Taiwan) eingegangen sind. Anlässlich seiner Vereidigung zum Staatspräsidenten am 20. Mai 2008 betonte Ma, dass er sowohl eine Vereinigung mit der Volksrepublik China als auch eine Unabhängigkeit Taiwans ablehne und den sogenannten „Konsens von 1992“ unterstütze.

### Zweite Amtszeit als Präsident

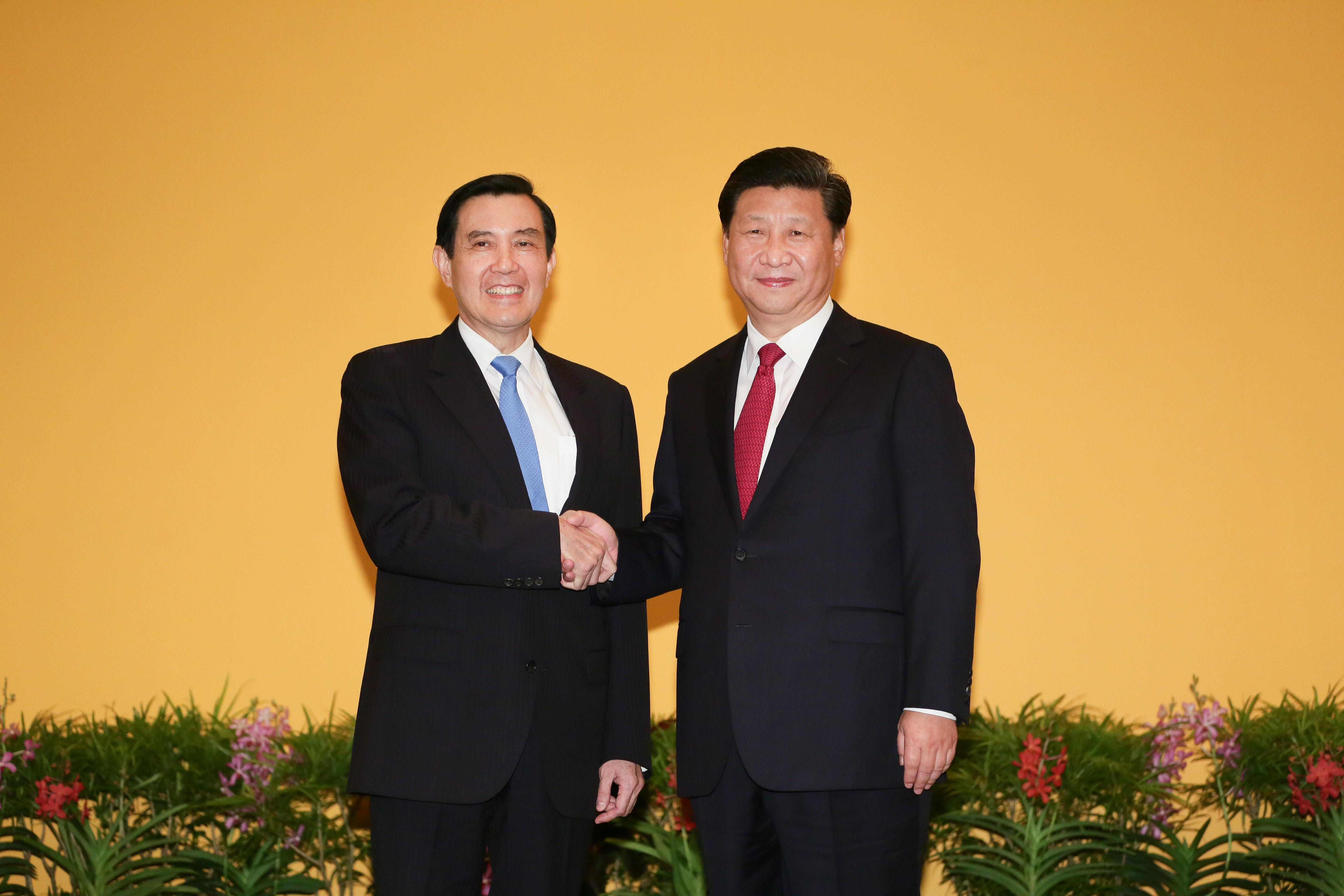
Treffen zwischen Ma Ying-jeou (links) und Xi Jinping (rechts) in Singapur (2015)

Im Januar 2012 gewann Ma die Präsidentenwahl mit absoluter Stimmenmehrheit vor Tsai Ing-wen von der Demokratischen Fortschrittspartei (DPP). Das Ergebnis wurde als Bestätigung seiner Annäherungspolitik zur Volksrepublik China gewertet.
Doch der Beginn der zweiten Amtszeit Mas gestaltete sich schwierig. Nachdem zunächst Korruptionsaffären von Kuomintang-Mitgliedern in der näheren Umgebung des Präsidenten bekannt geworden waren, erschütterte im September 2013 ein Abhörskandal die Öffentlichkeit. Eine Sonderuntersuchungseinheit des Justizministeriums hatte mit Kenntnis des Präsidenten die Telefongespräche zahlreicher Abgeordneter des Legislativ-Yuans (des Parlaments der Republik China), darunter des Parlamentspräsidenten Wang Jin-pyng, abgehört.
Zudem erregten das hinter den Erwartungen zurückbleibende Wirtschaftswachstum und das Bestreben Mas, den taiwanischen Markt für Dienstleistungsbetriebe aus der Volksrepublik China zu öffnen, öffentlichen Protest. Ein Meinungsforschungsinstitut ermittelte in einer repräsentativen Umfrage im September 2013, dass nur noch 9,2 Prozent der taiwanischen Bevölkerung mit der Regierung des Präsidenten zufrieden waren. Nach erdrutschartigen Niederlagen der Kuomintang bei den landesweiten Kommunalwahlen am 29. November 2014 legte Ma am 3. Dezember 2014 sein Amt als Parteivorsitzender nieder.

## Verurteilung
Nach dem Ende seiner letzten Amtszeit als Präsident musste sich Ma vor Gericht wegen der Weitergabe vertraulicher Informationen im Zusammenhang mit dem Abhörskandal im September 2013 verantworten und wurde am 15. Mai 2018 in zweiter Instanz zu einer Gefängnisstrafe von vier Monaten verurteilt. Die Strafe kann in eine Geldstrafe in Höhe von 120.000 Taiwan-Dollar umgewandelt werden. Ma kündigte an, gegen das Urteil Berufung einlegen zu wollen.

## Spätere Entwicklungen
Am 12. Januar 2024, einen Tag vor der Präsidentschaftswahl, gab Ma der Deutschen Welle ein Interview, das ein größeres Echo auslöste. In dem Interview sprach sich Ma für eine Verkürzung des unlängst von der DPP-Regierung auf ein Jahr verlängerten Wehrdienstes wieder auf vier Monate aus und sprach sich für eine Reduzierung des Verteidigungshaushalts aus. Gegen China könne man keinen Krieg gewinnen. Auch sei unsicher, ob die Vereinigten Staaten Taiwan zur Hilfe kommen würden. Man müsse einen militärischen Konflikt um jeden Preis vermeiden. Der KMT-Präsidentschaftskandidat Hou Yu-ih distanzierte sich umgehend von Mas Standpunkten und Ma wurde auch nicht zur zentralen Wahlkampfveranstaltung der KMT im Bezirk Banqiao eingeladen.

## Ehrungen
- 2012 – Grand Commander of the Order of the Republic of The Gambia.[15]

- 2015 – Träger des Verdienstordens Pro Merito Melitensi.[16]